# Kleine Weser und Werdersee

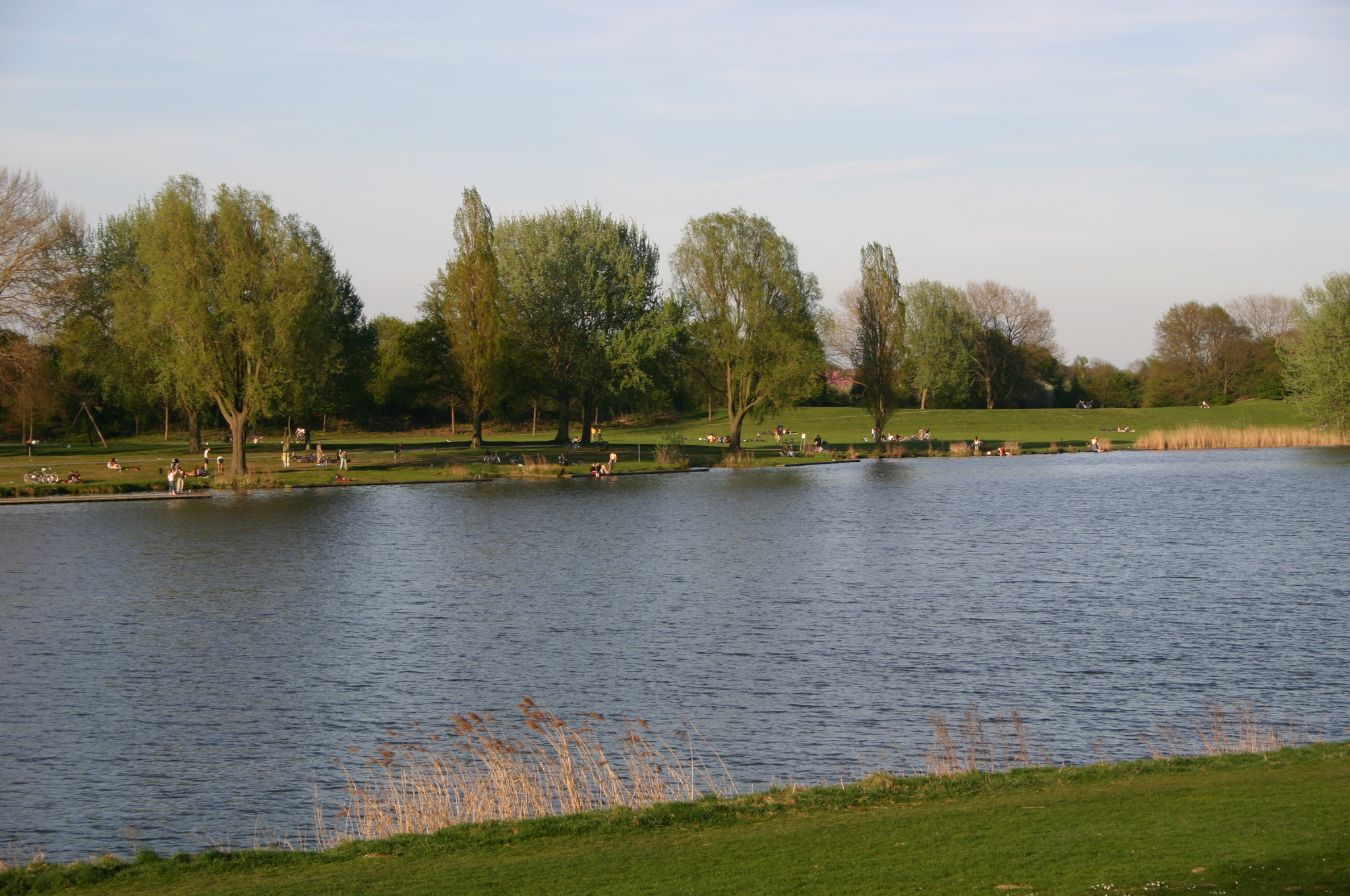
Blick von der Neustadt auf das Gewässer

Die Kleine Weser in Bremen ist ein 2 km langes Nebengewässer der Weser. Sie trennt den westlichen Teil des Stadtwerders samt Teerhof von der Neustadt samt Buntentorsvorstadt.
Der Werdersee ist ein 1953 bis 1960 angelegter und zwischen 1981 und 1987 vergrößerter See in der Flutrinne weseraufwärts der Kleinen Weser.

## Geschichte
Vom Mittelalter bis zum Bau des Wehrs um 1970 am Teerhof war die Kleine Weser (im 17. Jahrhundert noch dreieinhalb Kilometer lang, bis nach Huckelriede) ein flussaufwärts blind endendes Tide-Gewässer, das nur bei Flusshochwasser durch eine Flutrinne Wasser aus Richtung Mittelweser erhielt, genaugenommen also eine schmale, langgezogene Bucht in einem alten Flussbett. Sie wurde auch „Ohle Weser“ („Alte Weser“ im Sinne von Altwasser) genannt. In den 1930er Jahren plante Bremens Baudirektor Gerd Offenberg die noch nicht realisierte Anlage eines Werdersees mit einer Regattastrecke.
Von 1953 bis 1960 wurde die Flutrinne zur Verbesserung des Hochwasserschutzes verlegt und teilweise vertieft. Mit dem Baggergut wurde der Friedhof Huckelriede neu nivelliert. War die Flutrinne vorher gegenüber dem Peterswerder zum Flussbett der Unterweser verzweigt, also unterhalb des 1911–1913 gebauten Hastedter Weserwehrs, so zweigt sie seither zwei Flusskilometer oberhalb dieses Wehrs von der Mittelweser ab. Dadurch entstand neu die Möglichkeit, das Weserwehr bei Flusshochwasser besser zu entlasten. Außerdem konnte die bestehende teilweise parallele Flutrinne durch den Peterswerder eingedeicht werden. Im Rahmen dieser Maßnahmen wurde ab ca. 1953 der Werdersee unter dem Schlagwort „Vom Stadtkern in die Landschaft“ nach Plänen von Wilhelm Hübotter angelegt. Er begann am Deichschartweg und war 2,4 Kilometer lang. Seine Umgebung wurde parkartig mit Liegewiesen und Spielplätzen gestaltet. Von der Kleinen Weser war der Werdersee in Höhe Buntentorsdeichschart durch eine Landbrücke getrennt, durch die hindurch nur eine relativ geringe Sielverbindung bestand.
Nach der Sturmflut 1962 wurde in die Kleine Weser 320 Meter oberhalb ihrer Mündung in die Weser ein Wehr eingebaut, das sie von der Tide abschirmt.
Bei dem Weserhochwasser von März 1981 bewährte sich die hydraulische Bemessung im Ablauf der Flutrinne nicht. Die aus der Mittelweser einströmenden Wassermassen nahmen überwiegend einen Weg quer über den Peterswerder, strömten schon nahe den Pfeilern der Werderbrücke (heute Karl-Carstens-Brücke) in die Unterweser und gruben sich dabei ein tiefes neues Bett.
Nach dem Sichern der Flusspfeiler und dem Schluss der bei dem Hochwasser entstandenen Deichlücken erfolgten in den Jahren 1981 bis 1987 wesentliche Umgestaltungen, damit bei zukünftigen ähnlichen Hochwassern, die aber bisher nicht eingetreten sind, das Wasser eine hinreichende Führung haben soll: Der östlichste Teil der Flutrinne wurde erhöht, um die Strömungsgeschwindigkeit übertretenden Wassers vor dem Schutzdeich zu verlangsamen. Gleichzeitig wurde der Sommerdeich an der Abzweigung der Rinne aus der Mittelweser entfernt. Nun begrenzt ein neuer Sommerdeich die Flutrinne querab der Unterweser nach Norden. Im Bereich der Brückenrampe der Karl-Carstens-Brücke wurde die Flutrinne vertieft, um durchströmendes Wasser von den Brückenfundamenten fernzuhalten.
So wurde der Werdersee weseraufwärts um einen Kilometer verlängert und reicht jetzt unter der Brücke hindurch bis an die Wehrstraße. Die Landbrücke zwischen Werdersee und Kleiner Weser wurde entfernt, damit aus der Mittelweser übergetretenes Hochwasser gegebenenfalls ungehindert in die Unterweser abfließen kann.
Nördlich der Flutrinne, also durch das östliche Ende des eingedeichten Stadtwerders, wurde der Werderseezuleiter angelegt, der an beiden Deichpassagen mit Schiebern versehen ist, aber als Ausgleichsmaßnahme für Baumaßnahmen im Hafengebiet naturähnlich gestaltet wurde.

## Heutiger Zustand

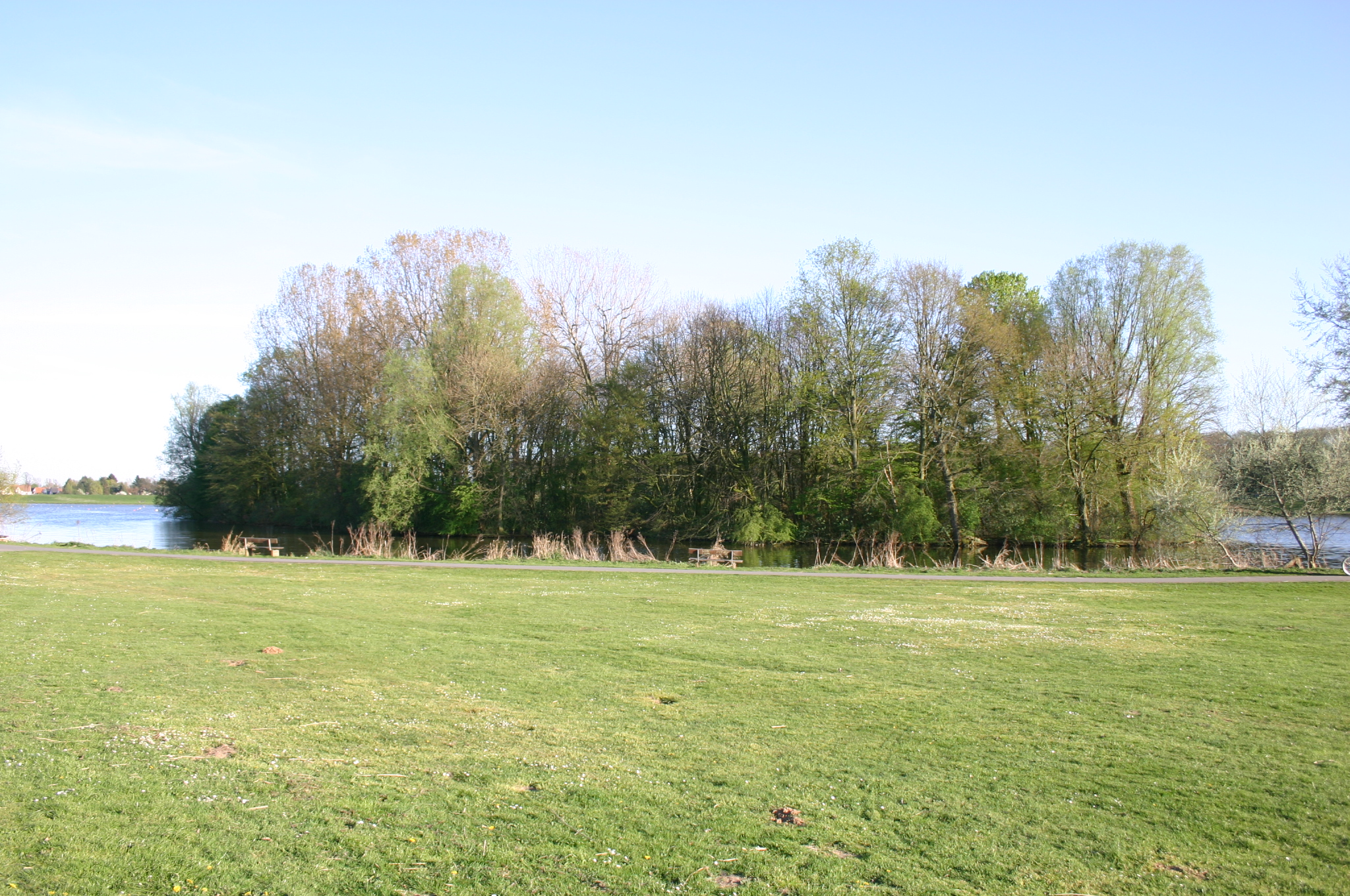
Blick vom Nordufer auf die Vogelinsel
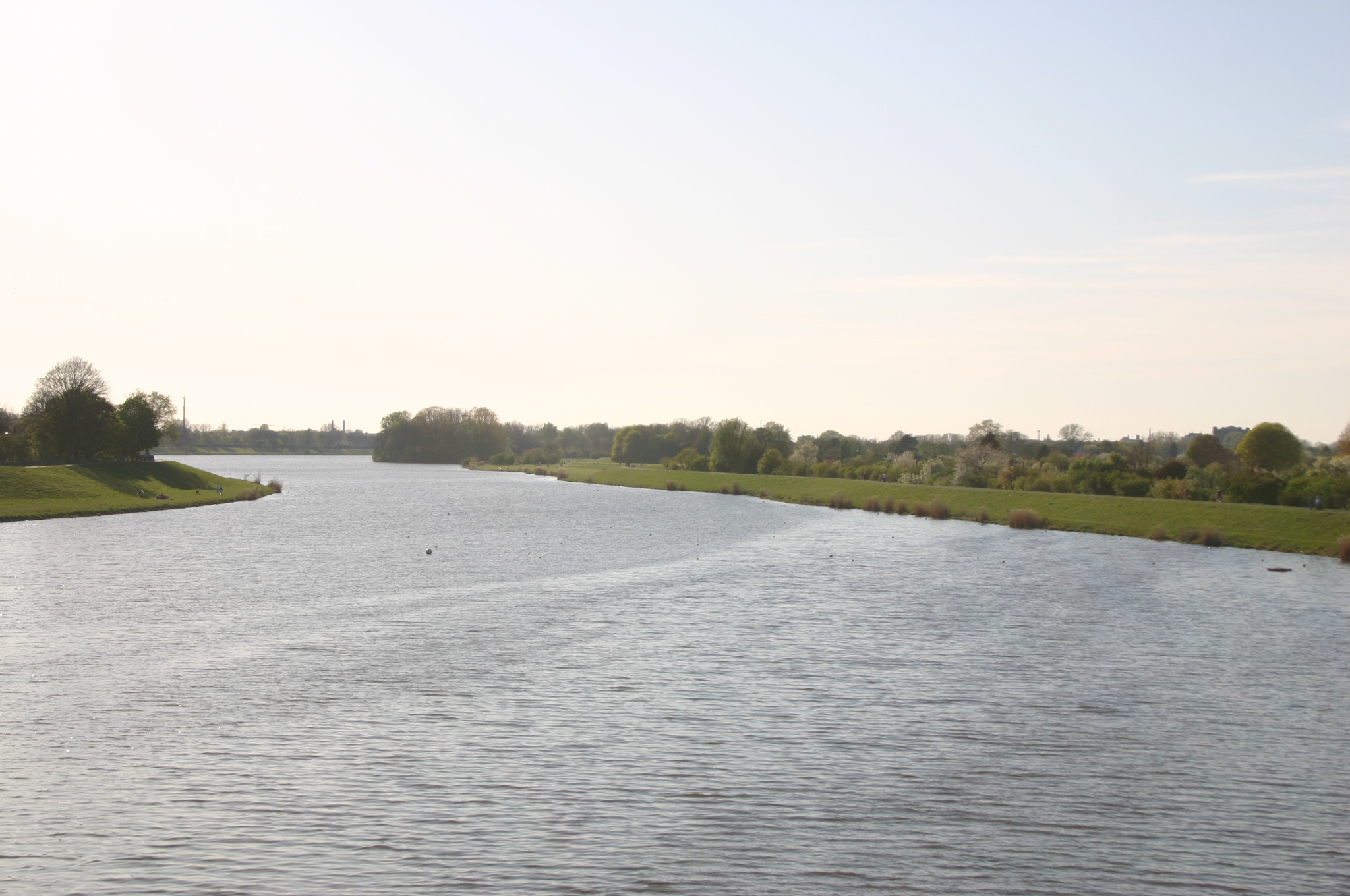
Blick von der Karl-Carstens-Brücke gen Westen auf den Werdersee
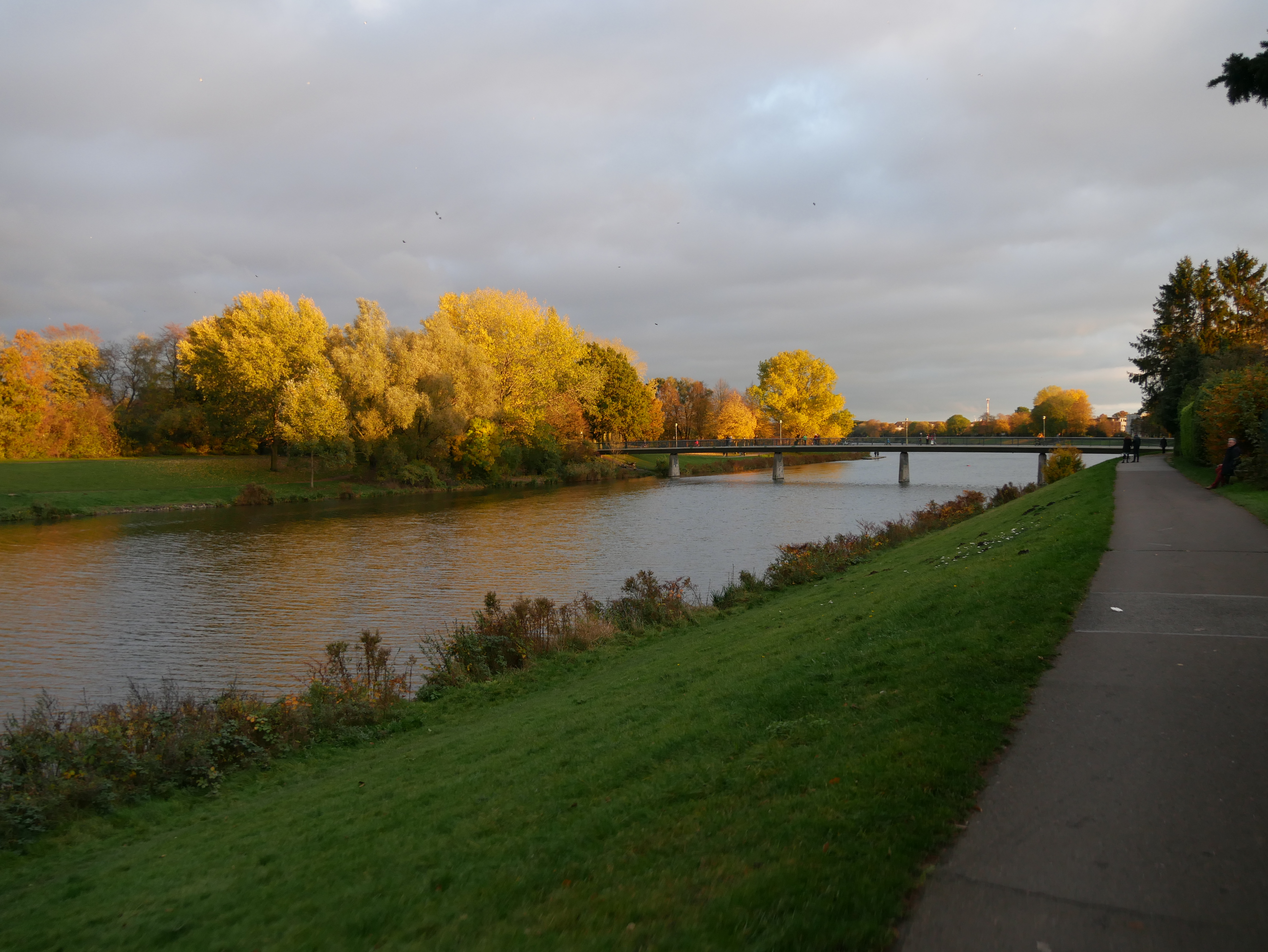
Fußgängerbrücke mit Werdersee
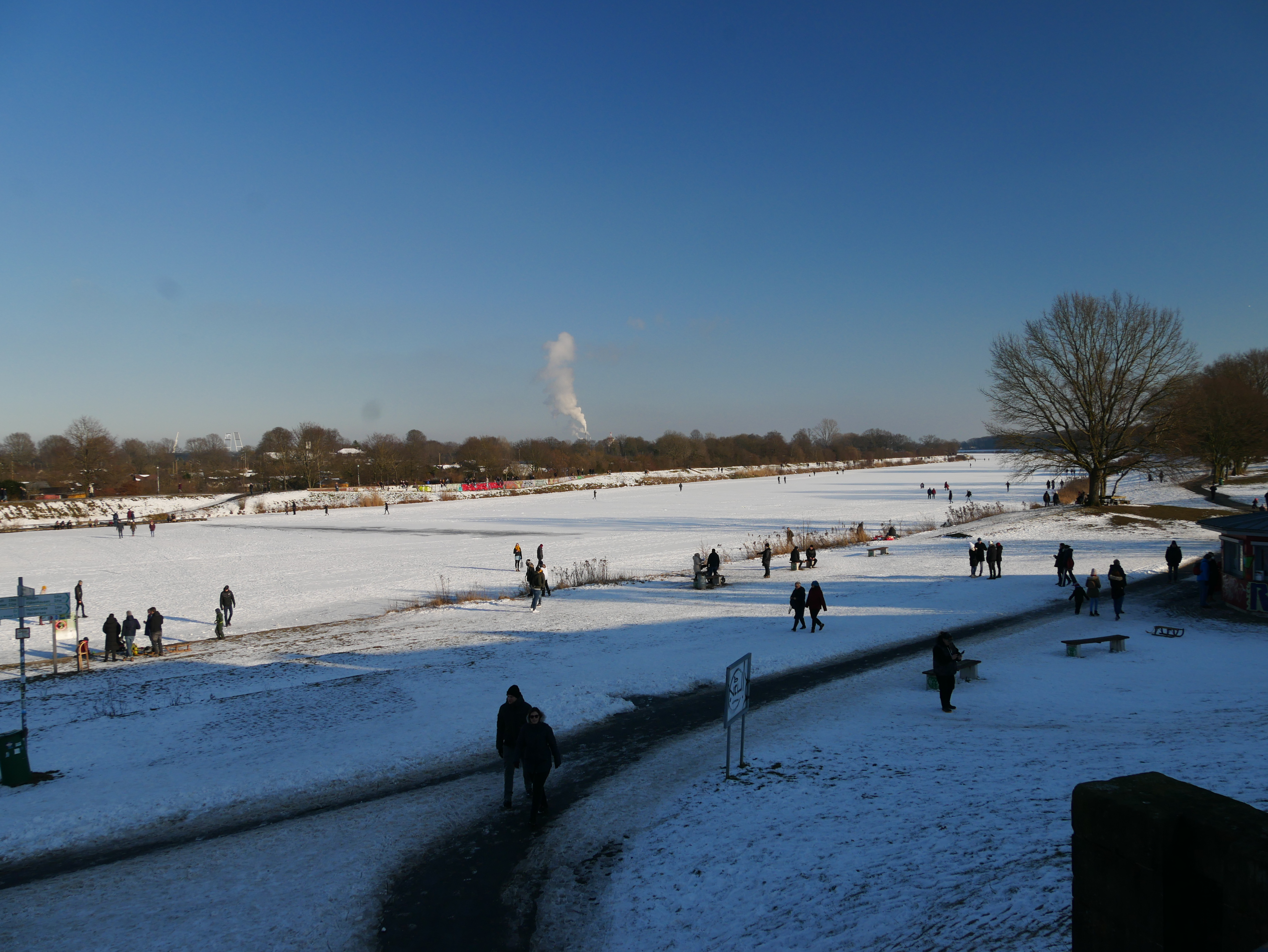
Winter am Werdersee 2021

Ein Teil des 1981 „wild“ entstandenen Hochwasserbetts wurde belassen (siehe auch: Weserdurchbruch 1981). Hier befindet sich jetzt das Naturschutzgebiet Neue Weser mit einem buchtenreichen See. Der größere östliche Teil der Kleinen Weser bildet zusammen mit dem anschließenden Werdersee ein 5,22 km langes Stillgewässer. Die Uferlinie lässt die Grenze zwischen beiden nicht genau erkennen. Definitionsgemäß liegt sie im ehemaligen Verlauf des Deichschartweges. Durch die Schieber des Werderseezuleiters wird der Wasserdurchsatz bei 4 m³/s gehalten, also 1,2 % des durchschnittlichen Weserablaufs von 325 m³/s. Damit ist der Werderseezuleiter als Fischpass tauglich und ebenso die Fischtreppe am Wehr der kleinen Weser. Der Wasserspiegel des Werdersees liegt mit 3,8 m über NN 70 cm unter dem der Mittelweser (hier 4,5 m über NN).
Der See hat heute eine Fläche von etwa 37 Hektar und ist damit Bremens größter Badesee. Seine maximale Tiefe beträgt drei Meter, seine maximale Breite 308 Meter. Westlich der Karl-Carstens-Brücke befindet sich an seinem Nordufer eine für die Öffentlichkeit gesperrte Vogelinsel, östlich dieser Brücke am Südufer zwei kleine Inseln und eine Halbinsel, sowie am Nordufer eine kleinere Halbinsel.
Genutzt wird der See für vielfältige Sport- und Freizeitaktivitäten, so befinden sich an seinen Ufern mehrere Wassersportvereine, große Liegewiesen und ein künstlich angelegter Strand mit Nichtschwimmerbereich. Zudem findet hier alljährlich die Große Bremer Ruderregatta statt.
Die westlichen 300 Meter der Kleinen Weser sind nach wie vor ein Tidengewässer, sie mündet unterhalb der Bürgermeister-Smidt-Brücke in die Weser. Die Trennung zum Stillgewässer bildet das Wehr in der Kleinen Weser, das den Tidenhub absperrt. Das Wehr wurde zehn Jahre nach dem Hochwasser von 1962, zwischen der Teerhofinsel und dem Alten Deich auf der Neustadtseite errichtet.

## Brücken

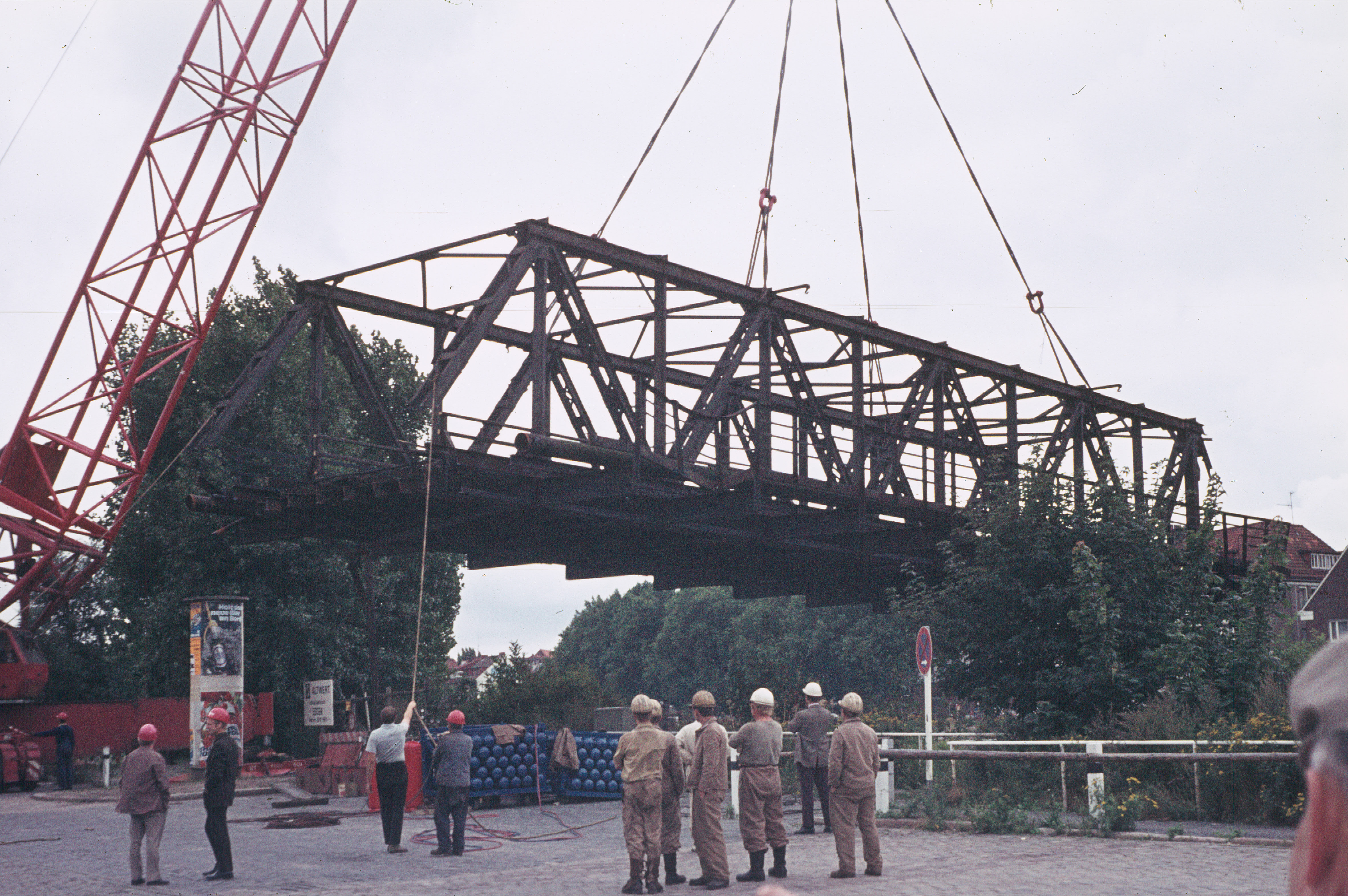
Abriss der Brautbrücke 1972

Die Kleine Weser hat vier Brücken oder Übergänge:
- Die Bürgermeister-Smidt-Brücke (Vorgängerbau 1872) überquert Weser und den tidenabhängigen Teil der Kleinen Weser an der Spitze des Teerhofs.
- Das Wehr der kleinen Weser, Fußgängern und Radfahrern vorbehalten, befindet sich etwas nordwestlich der Stelle der historischen Brautbrücke, die bis 1872 der einzige Übergang über die kleine Weser war. Dieser Übergang wird deshalb öfter auch als Brautbrücke bezeichnet.
- Die Wilhelm-Kaisen-Brücke (südlicher Teil) ist Nachfolger der 1895 gebauten südlichen Fortsetzung der Großen Weserbrücke. Die Wilhelm-Kaisen-Brücke besteht also eigentlich aus zwei Brücken und den sie verbindenden 100 Metern normaler Straße.
- Die namenlose Brücke für Fußgänger und Radfahrer am Buntentorsdeichschart wurde gebaut im Rahmen der Umgestaltung seit 1981 und befindet sich einige Meter westlich der früheren Landbrücke zwischen Werdersee und Kleiner Weser (mit dem Deichschartweg). Die Brücke wird als idyllisches Motiv von Bremer Filmschaffenden auch gerne für Dreharbeiten genutzt.

Den Werdersee überspannt seit seiner Verlängerung eine Brücke:
- Die 1966 bis 1971 gebaute Werderbrücke erstreckt sich auf Pfeilern vom Peterswerder (Vorland des Osterdeichs) bis über den Habenhauser Deich. 1999 wurde sie in Karl-Carstens-Brücke umbenannt. Umgangssprachlich ist die Verbindung in Bremen auch unter der Bezeichnung „Erdbeerbrücke“ bekannt. Dies erinnert an die großen Erdbeerplantagen, die es früher in Habenhausen gab. Noch heute wird sie von vielen Bremern so genannt.

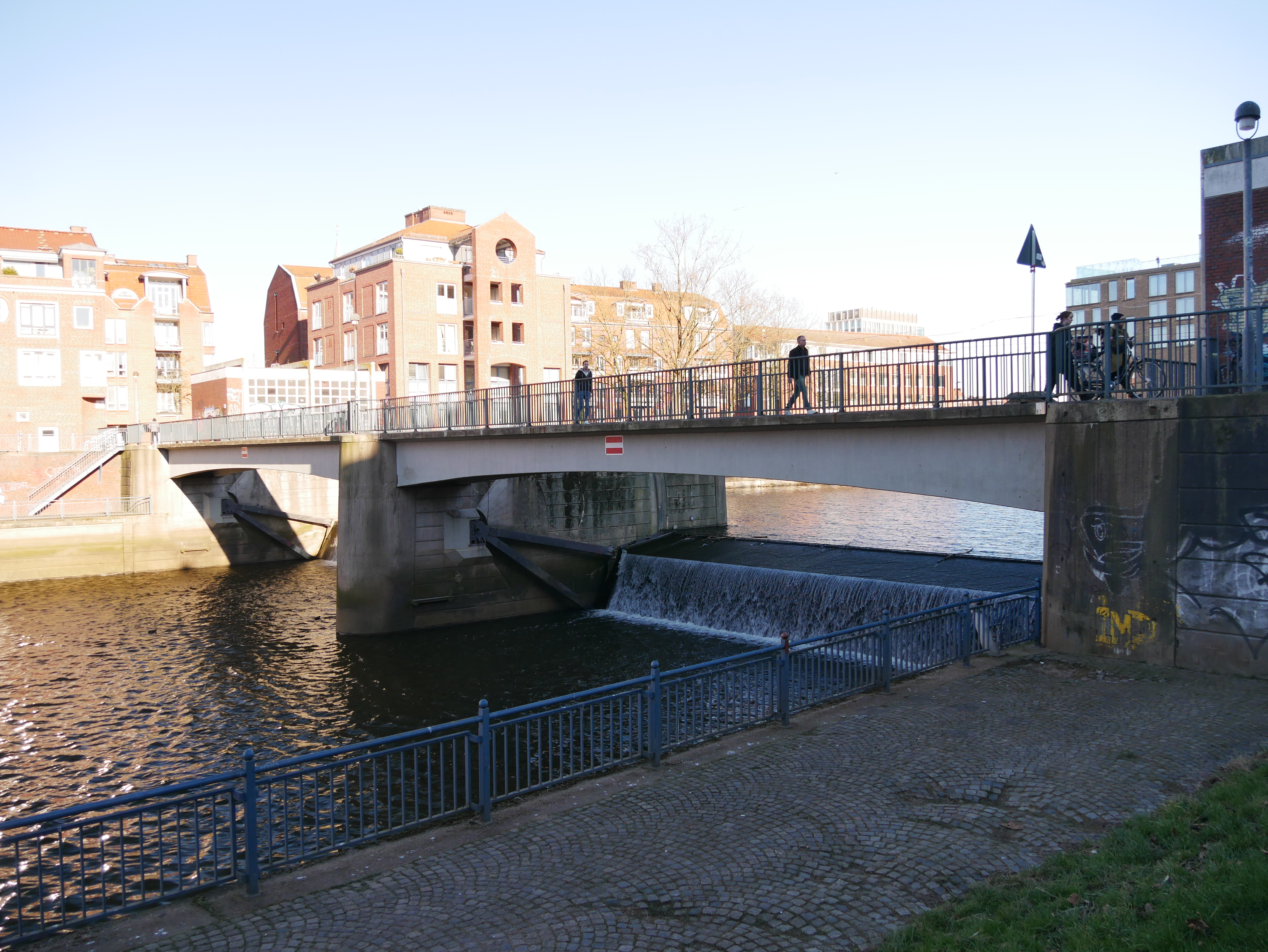
Das Wehr der Kleinen Weser zur Weser mit Brücke zum Teerhof
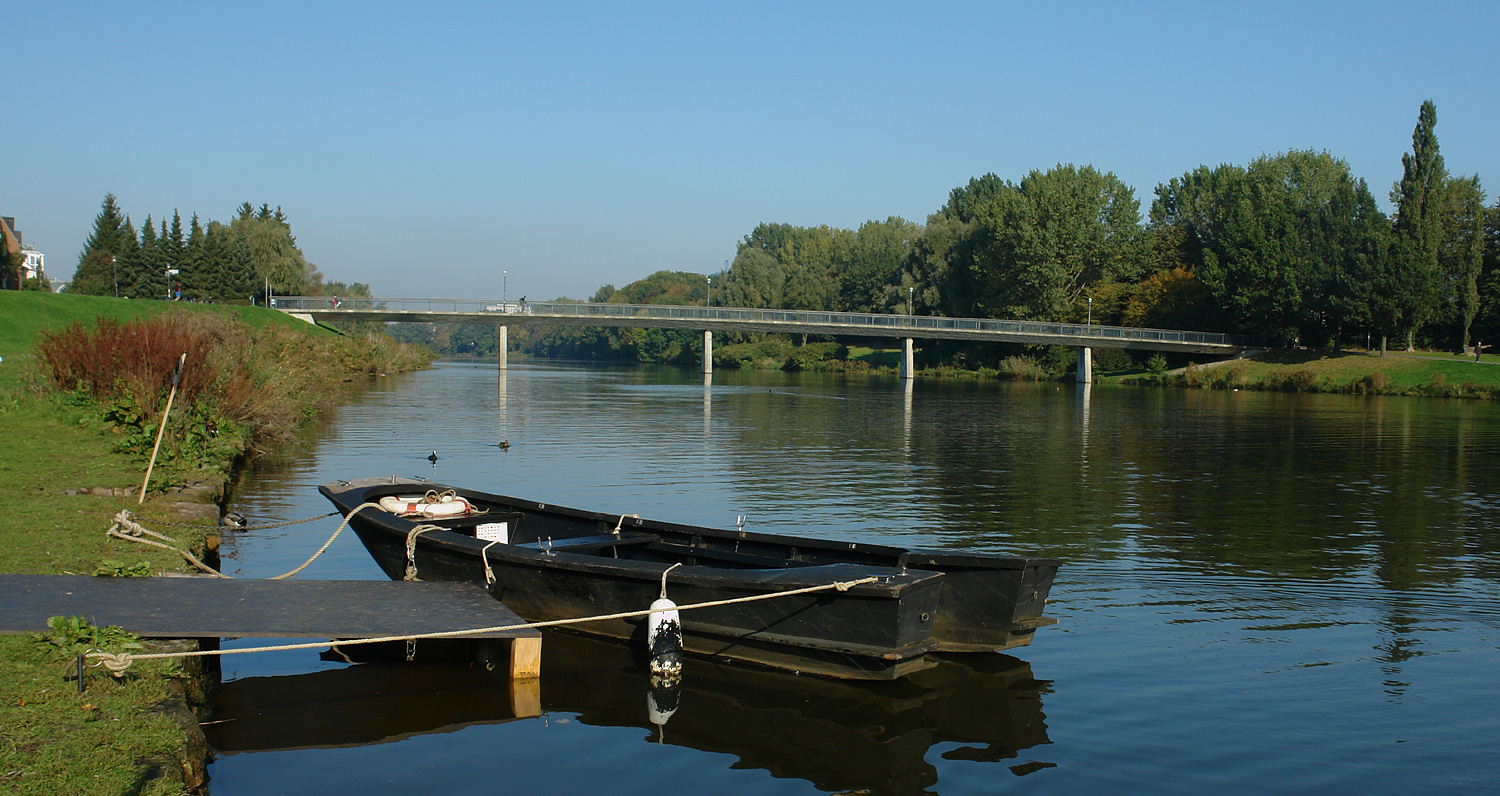
Fußgänger- und Rad-Brücke am Buntentorsdeichschart (Blickrichtung Wilhelm-Kaisen-Brücke)
Erdbeerbrücke über den Werdersee